# Mieczysław Warmski
Mieczysław Stefan Warmski (ur. 30 kwietnia 1855 w Przemyślu, zm. 20 marca 1916 w Krakowie) – polski nauczyciel, historyk oświaty.

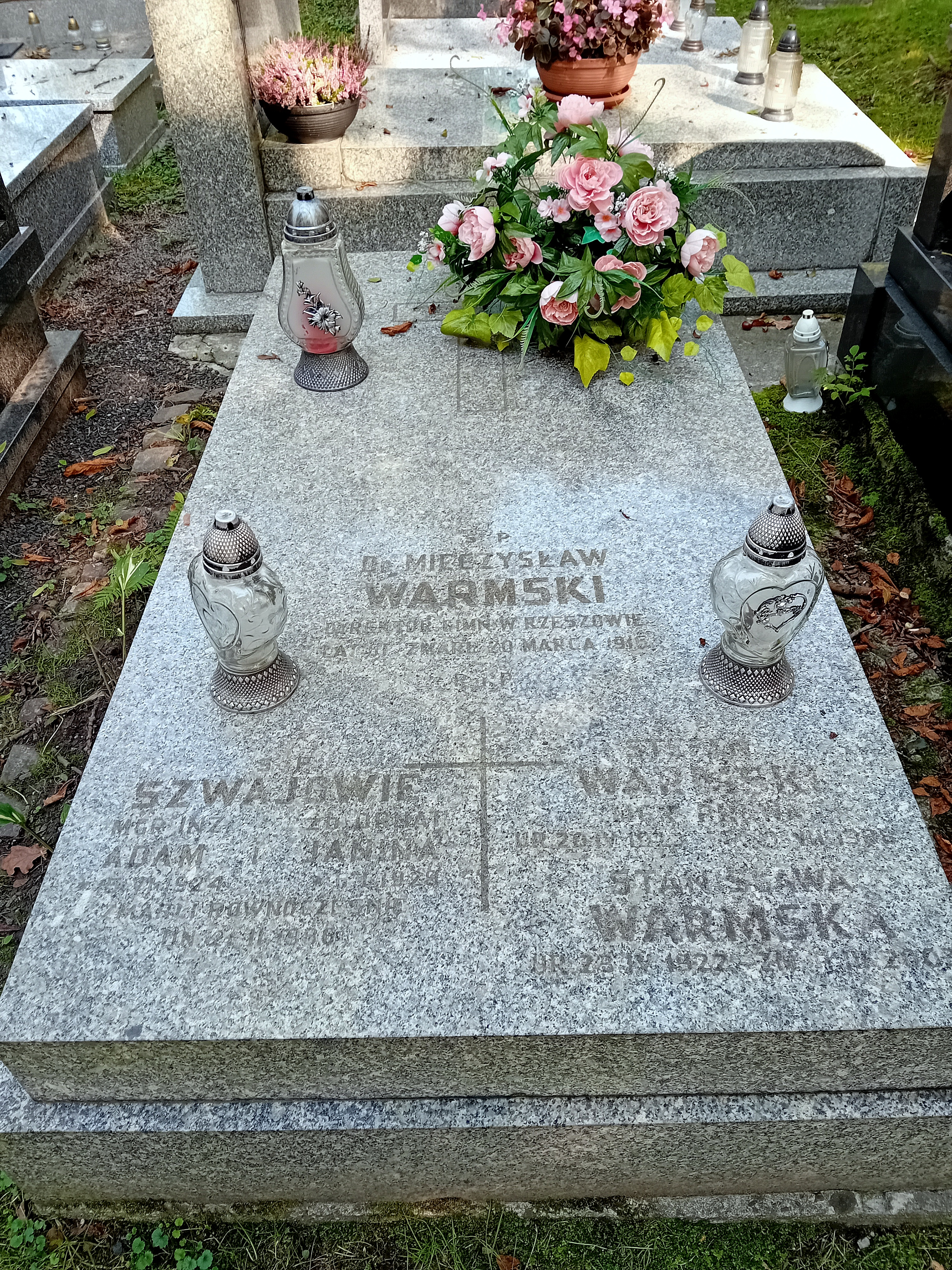
Grobowiec rodzinny Mieczysława Warmskiego

## Życiorys
Urodził się 30 kwietnia 1855 w Przemyślu. Ukończył studia historyczne na Uniwersytecie Jagiellońskim uzyskując stopień doktora. Podjął pracę nauczyciela od 24 września 1879. 24 września 1879 został mianowany zastępcą nauczyciela w Gimnazjum w Przemyślu, uczył języka niemieckiego, historii, geografii. Egzamin zawodowy złożył 23 maja 1883. Został mianowany nauczycielem rzeczywistym 21 lipca 1888. Został mianowany dyrektorem szkoły 1 września 1904. Później był profesorem II Gimnazjum we Lwowie. W 1904 został dyrektorem II Gimnazjum w Rzeszowie i sprawował to stanowisko w kolejnych latach. Od 1911 do 1912 był dyrektorem Prywatnego Gimnazjum Realnego w Przeworsku.
Był jednym z pierwszych członków Towarzystwa Nauczycieli Szkół Wyższych. Działał jako delegat Towarzystwa im. Stanisława Staszica.
Zmarł 20 marca 1916 w Krakowie. Został pochowany na cmentarzu Rakowickim w Krakowie (kwatera XXIa).

## Publikacje
- Egzekucja dóbr koronnych na sejmie piotrowskim w roku 1562 (1884)
- Towarzystwo Nauczycieli Szkół Wyższych 1884-1894. Rys historyczny (1894)